# Greg Abbott
Gregory Wayne „Greg“ Abbott (* 13. listopadu 1957 ve Wichita Falls v Texasu) je texaský republikánský právník a politik, v letech 2002–2015 generální prokurátor Texasu, od roku 2015 texaský guvernér. Dříve byl soudcem Nejvyššího soudu Texasu (1996–2001) a rovněž Nejvyššího civilního soudu Texasu.
S manželkou Cecilií Phalen Abbott, kterou si vzal v San Antoniu v roce 1981, vychovávají adoptivní dceru Audrey. Od roku 1984, kdy jej na odpoledním joggingu zavalil dub a přerazil mu páteř, je upoután na kolečkové křeslo. Pod vlivem své manželky konvertoval po této nehodě ke katolické víře. Je odpůrcem umělých potratů, které chce zákonem zakázat bez výjimek, zpřísňování kontroly zbraní i homosexuálních manželství. V květnu 2024 vzbudil kontrovezi, když jako guvernér udělil milost Danielu Perrymu, odsouzenému pravomocně k 25 letům vězení za to, že v červenci 2020 zastřelil účastníka demonstrace Black Lives Matter.